# 帕特里克·科波勒
帕特里克·科波勒（德語：Patrik Köbele；1962年—）是德国的一个共产主义政治人物。他出生于西德巴登-符腾堡州莱茵河畔魏尔。1978年，加入德国的共产党。1989年—1994年，任社会主义德国工人青年联邦主席。2004年—2009年，任埃森市议会议员。2013年3月2日，在德国的共产党第二十次代表大会上，当选德国的共产党主席，任职至今 。